# Kamorta
Kamorta là tên một hòn đảo của quần đảo Nicobar, Ấn Độ. Hòn đảo này nằm chẹch về hướng Đông Bắc Ấn Độ Dương, giữa Vịnh Bengal và biển Andaman.

## Hình ảnh

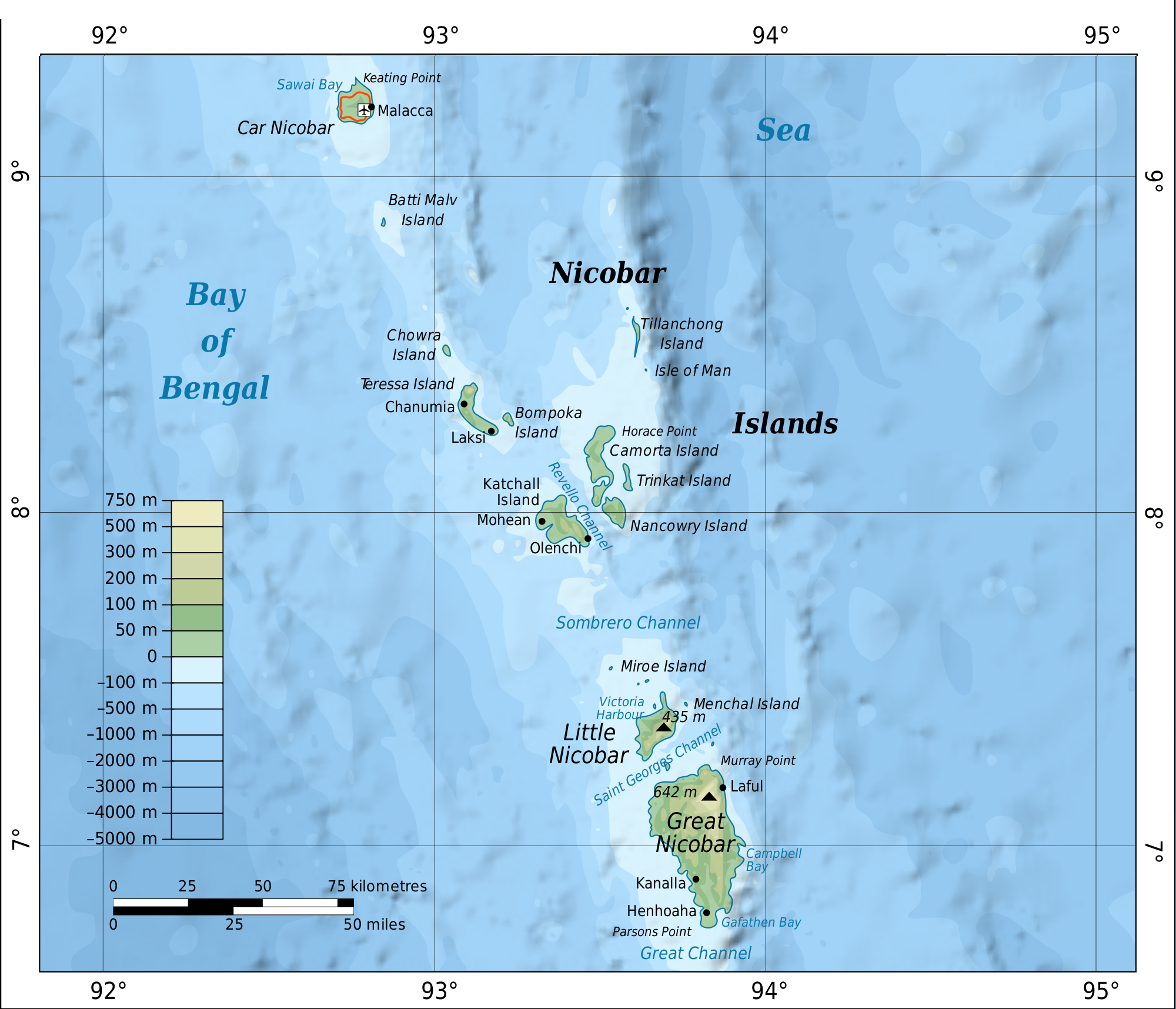
Map